# K3b
K3b est un logiciel de gravure pour CD/DVD et Blu-ray fonctionnant sur les systèmes d'exploitation GNU/Linux et autres systèmes Unix.
Il fait partie de KDE et s'appuie donc sur les bibliothèques KDE, mais il est aussi disponible sous GNOME. Il fournit une interface graphique pour la gravure des CD/DVD permettant à l'utilisateur de graver du contenu multimedia et des données.
K3b est en développement depuis 1999.
Le nom K3b est le raccourci de KBBB, soit « KDE Burn Baby, Burn !»  (En français, Kde grave bébé, grave !)
Le programme est très finement paramétrable pour une utilisation avancée, néanmoins les paramètres par défaut conviennent parfaitement à l'utilisateur occasionnel.
K3b est soutenu officiellement par la société française Mandriva depuis qu’elle a engagé l’initiateur et le principal contributeur de K3b en août 2006.

## Les dépendances
La gravure des CD dans K3b est en fait réalisée grâce aux logiciels en lignes de commandes : mkisofs,  cdrecord, cdrdao et growisofs.
K3b nécessite un programme externe appelé GNU VCDImager pour graver les VCD et DVD, et les vidéos doivent être dans un format reconnu par l'application.
K3B a besoin également d'une bibliothèque, appelée libk3b2-mp3,  lors de la gravure d'un CD audio à partir de fichiers MP3.